# Aage Larsen
Aage Ernst Larsen, danski veslač, * 3. avgust 1923, Søborggård, † 31. oktober 2016.
Larsen je za Dansko nastopil na Poletnih olimpijskih igrah 1948 in 1952.
Leta 1948 je s soveslačem Ebbejem Parsnerjem v dvojnem dvojcu osvojil srebrno medaljo, štiri leta kasneje pa sta bila v isti disciplini izločena v prvem repesažu. 